# Darceta haenschi
Darceta haenschi är en fjärilsart som beskrevs av H.Dohrn. 1906. Darceta haenschi ingår i släktet Darceta och familjen nattflyn. Inga underarter finns listade i Catalogue of Life.